# La Baconnière
La Baconnière is een gemeente in het Franse departement Mayenne (regio Pays de la Loire). De plaats maakt deel uit van het arrondissement Laval. La Baconnière telde op 1 januari 2022 1.964 inwoners.

## Geografie
De oppervlakte van La Baconnière bedroeg op 1 januari 2022 27,36 vierkante kilometer; de bevolkingsdichtheid was toen 71,8 inwoners per km².

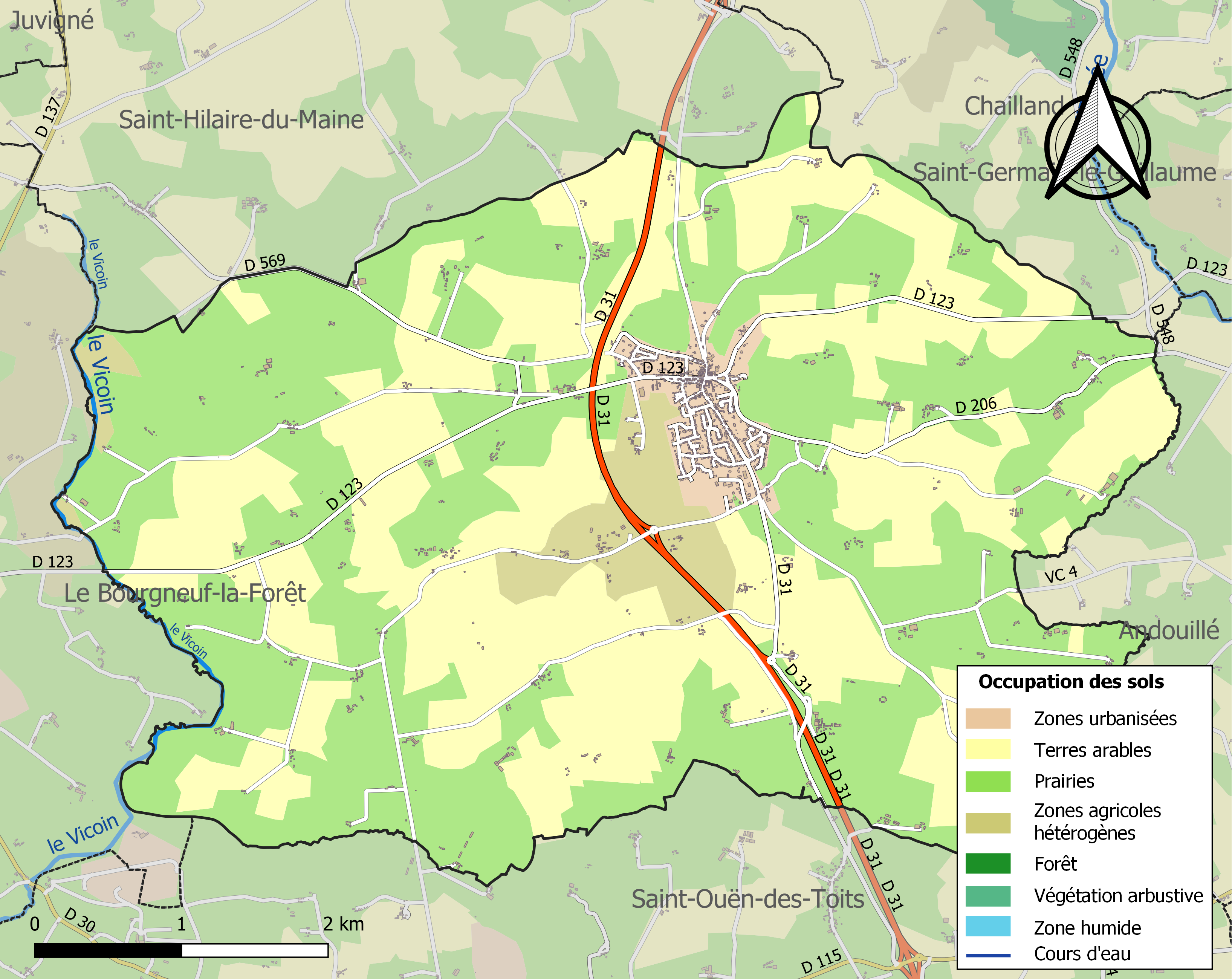
Kaart van de gemeente met de belangrijkste infrastructuur, bodemgebruik en omliggende gemeenten

## Demografie
Onderstaande figuur toont het verloop van het inwonertal (bron: INSEE-tellingen).